# Copiphora brevirostris
Copiphora brevirostris är en insektsart som beskrevs av Carl Stål 1873. Copiphora brevirostris ingår i släktet Copiphora och familjen vårtbitare. Inga underarter finns listade i Catalogue of Life.